# Yang Jinghui
Yang Jinghui (n. 15 mai 1983, Guangzhou, Republica Populară Chineză) este un săritor în apă ce a reprezentat Republica Populară Chineză, medaliat olimpic. A participat la o ediție a Jocurilor Olimpice (2004) în care a câștigat o medalie de aur.

## Participări
Lista de mai jos prezintă principalele competiții la care a participat Yang Jinghui de-a lungul carierei.
- diving at the 2004 Summer Olympics – men's synchronized 10 metre platform[*]